# La Haba
La Haba je španělská obec situovaná v provincii Badajoz (autonomní společenství Extremadura).

## Poloha
Obec se nachází 120 km od města Badajoz. Patří do okresu Vegas Altas a soudního okresu Villanueva de la Serena. Nachází se zde barokní kostel Jana Křtitele.

## Historie
V roce 1834 se obec stává součástí soudního okresu Villanueva de la Serena. V roce 1842 obec čítala 580 domácností a 2 298 obyvatel.

## Odkazy

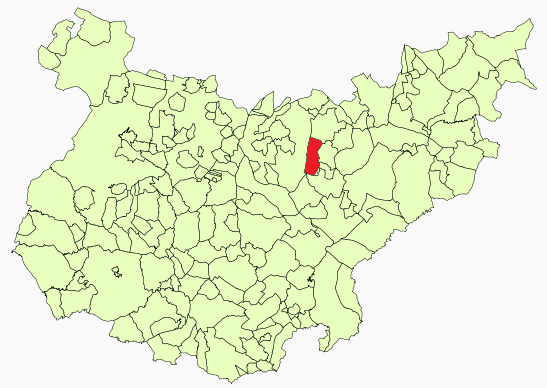
Poloha obce v provincii Badajoz

## Demografie
| Populace obce La Haba z let (1842–2010) | Populace obce La Haba z let (1842–2010) | Populace obce La Haba z let (1842–2010) | Populace obce La Haba z let (1842–2010) | Populace obce La Haba z let (1842–2010) | Populace obce La Haba z let (1842–2010) | Populace obce La Haba z let (1842–2010) | Populace obce La Haba z let (1842–2010) | Populace obce La Haba z let (1842–2010) | Populace obce La Haba z let (1842–2010) | Populace obce La Haba z let (1842–2010) | Populace obce La Haba z let (1842–2010) | Populace obce La Haba z let (1842–2010) | Populace obce La Haba z let (1842–2010) | Populace obce La Haba z let (1842–2010) | Populace obce La Haba z let (1842–2010) | Populace obce La Haba z let (1842–2010) | Populace obce La Haba z let (1842–2010) |
| --------------------------------------- | --------------------------------------- | --------------------------------------- | --------------------------------------- | --------------------------------------- | --------------------------------------- | --------------------------------------- | --------------------------------------- | --------------------------------------- | --------------------------------------- | --------------------------------------- | --------------------------------------- | --------------------------------------- | --------------------------------------- | --------------------------------------- | --------------------------------------- | --------------------------------------- | --------------------------------------- |
| 1842                                    | 1857                                    | 1860                                    | 1877                                    | 1887                                    | 1897                                    | 1900                                    | 1910                                    | 1920                                    | 1930                                    | 1940                                    | 1950                                    | 1960                                    | 1970                                    | 1981                                    | 1991                                    | 2001                                    | 2010                                    |
| 2 298                                   | 2 710                                   | 2 661                                   | 2 659                                   | 2 937                                   | 2 837                                   | 2 815                                   | 2 969                                   | 3 053                                   | 3 211                                   | 3 159                                   | 3 332                                   | 3 201                                   | 2 538                                   | 1 805                                   | 1 527                                   | 1 449                                   | 1 351                                   |